# Томас Бернгард
То́мас Бе́рнгард (нім. Thomas Bernhard; 9 лютого 1931 — 12 лютого 1989) — австрійський письменник та драматург.
Лауреат премії міста Бремен (1965), Австрійської державної премії (1968), премій Антона Вільдганса (1968), Георга Бюхнера (1970), Франца Грільпарцера та Франца-Теодора Чокора (обидві 1972), Міжнародної літературної премії Монделло (1983), французької премії Медічі (1988) та ін.

## Коротка біографія
Позашлюбна дитина, яку виховували в Австрії материні батьки (дід був письменником). Вчився в католицькій школі, залишив її в 1947 році, почав працювати продавцем у крамниці. У 1949–1951 перебував на лікуванні в легеневому санаторії, на легеневу хворобу хворів усе життя. У 1955–1957 роках навчався акторської майстерності в Зальцбургському університеті музичного та драматичного мистецтва «Моцартеум». Згодом повністю присвятив себе літературі. 1965 року переселився у власний будинок в окрузі Ґмунден, де пізніше й помер.

## Творчість
Прозаїк, драматург та поет Томас Бернгард жив відлюдником та рідко з'являвся на людях. Його перший роман — «Холоднеча» (1963 р.) — був визнаний подією в австрійській післявоєнній літературі. Особа, яка страждає через суспільство та протистоїть йому, — ось провідна тема романів «Божевілля» (1967 р.), «Вапняковий кар'єр» (1970 р.), «Коректура» (1975 р.).
З початку 70-х років Бернгард усе впевненіше виступав як драматург. Його комедії «Неук та божевільний» (1972 р.), «Суспільство на полюванні» (1974 р.) написані в традиціях театру абсурду. П'єси Бернгарда відрізняються сатиричною гостротою. У 1988 році з'явилася драма «Майдан героїв». У ній Бернгард змалював післявоєнну Австрію, де знову повільно визріває нацизм, і передбачив прихід до влади по-фашистськи налаштованих політиків. Постановка п'єси викликала загальнонаціональний скандал, почалося цькування автора в пресі. У нього стався серцевий напад. Перед смертю письменник заборонив публікувати його творчий доробок на батьківщині. 

## Українські переклади
Для українського читача постать і творчість Т. Бернгарда відкрив письменник і перекладач Тимофій Гаврилів. У його перекладах з'явилися «Старі майстри», «Елізабет II», «Іммануїл Кант», «Площа Героїв», а також три «драмолетки про Кляуса Пайманна». Львівський академічний театр ім. Леся Курбаса готує прем'єру за п'єсою «Іммануїл Кант».
Видання українською:
- Томас Бернгард. Старі майстри. Елізабет II. — Івано-Франківськ: Лілея-НВ, 1999. — 276 с.
- Томас Бернгард. Іммануїл Кант. Драми про Кляуса Пайманна. — Івано-Франківськ: Лілея-НВ, 2002. — 216 с.
- Томас Бернгард. Площа героїв. — Львів: Класика, 2008. — 220 с.
- Томас Бернгард. Холоднеча. Старі майстри. — Харків: Фоліо, 2013. — 480 с.

## Вибрані твори

### Романи, повісті
- Холоднеча (Frost) (1963)
- Вапняний кар'єр (Das Kalkwerk) (1970)
- Коректура (Korrektur) (1975)
- Так (Ja) (1978)
- Любителі дешевих обідів (Der Billigesser) (1980)
- Бетон (Beton) (1982)
- Небіж Вітгенштейна (Племінник Вітгенштейна) (1982)
- Приречений (Der Untergeher) (1983)
- Лісоповал (Holzfällen: Eine Erregung) (1984)
- Старі майстри (Alte Meister) (1985)
- Знищення (Auslöschung) (1986)

### П'єси
- Свято для Бориса (Ein Fest für Boris) (1970)
- Сила звички (Die Macht der Gewohnheit) (1974)
- Президент (Der Präsident) (1975)
- Мінетті (Minetti) (1977)
- Перед відставкою (Vor dem Ruhestand) (1979)
- Покращувач світу (Der Weltverbesserer) (1979)
- Над височінню гірської тиші (Über allen Gipfeln ist Ruh) (1981)
- Лицар, Дене, Фосс (Ritter, Dene, Voss) (1984)
- Лицедій (Der Theatermacher) (1984)
- Елізабет II (Elisabeth II) (1987)
- Площа героїв (Heldenplatz) (1988)

### Інші твори
- У смертну годину (In hora mortis) (1958, вірші)
- Події (Ereignisse) (1991, оповідання)